# 林昕陽
林昕陽（英語：Edison Lin，1982年12月13日—），出生並成長於臺灣澎湖縣，2011年2月發表個人首張專輯《概念影像【窗簾】專輯》，2014年7月發行了第二張《【1000個太陽】專輯》，於隔年2015年6月發行第三張《【其實我...】專輯》。

## 音樂作品
單曲
- 愛到不行 Feat.江淑娜
- 無譜的歌 Feat.黃乙玲
- 海岸線 【客家電視台《流漂子》片頭曲】 Feat.范植偉
- 你們一分半 【客家電視台《流漂子》片尾曲】
- 周末局 【騰訊視頻網路劇《我的女友要上天》插曲】
- 未央歌

專輯
| 發行日期      | 專輯名稱             | 曲目 |
| 2011年2月14日 | 概念影像【窗簾】專輯 | 1. Intro 2. 英國冬天不下雨 3. 我不很愛妳了 4. 窗簾打開，你會看見我 5. 探戈小黑貓 6. 兩人，四手聯彈 7. 誠實愛過 8. 多角關係，和現實 9. 這城市不溫柔 10. 簾上，香氳 |

| 發行日期     | 專輯名稱   | 曲目 |
| 2014年7月7日 | 1000個太陽 | 1. 1000個太陽 (中視《繼承者們》片尾曲，香港「新城勁爆勵志‧兒歌榜」冠軍歌) 2. 那年的夏天 (中視《來自星星的你》片尾曲) 3. Last Night (中視《繼承者們》片頭曲) 4. 痕跡 5. 天敵 6. 慢慢漫遊 7. 自由港口 8. 無法定義 9. 遠遠愛 (中視《來自星星的你》片頭曲) 10. 我愛傻 11. 愛是信仰 (湖南衛視《錦繡緣華麗冒險》插曲) |

| 發行日期      | 專輯名稱  | 曲目 |
| 2015年6月22日 | 其實我... | 1. 其實我也怕 (台視《皮諾丘》片尾曲) 2. 愛不愛 (台視《皮諾丘》片頭曲) 3. 刺蝟 (台視《皮諾丘》片頭曲，八大《意外人生》片尾曲) 4. 讓我嫉妒 5. Losing You (台視《皮諾丘》片尾曲) 6. 眼裡的陽光 7. 外婆的澎湖灣 |

## MV作品
| 發行日期 | 歌曲名稱         | 歌手   | 特別演出 |
| 2001年   | Belief           | S.H.E  |          |
| 2008年   | 無譜的歌         | 黃乙玲 |          |
| 2008年   | 感情線           | 黃乙玲 |          |
| 2008年   | 無情兄           | 黃乙玲 |          |
| 2010年   | 不愛了           | 江淑娜 |          |
| 2011年   | 我不很愛你了     | 林昕陽 |          |
| 2011年   | 誠實愛過         | 林昕陽 |          |
| 2011年   | 英國冬天不下雨   | 林昕陽 |          |
| 2011年   | 探戈小黑貓       | 林昕陽 |          |
| 2012年   | 一杯燒酒二滴目屎 | 洪榮宏 |          |
| 2014年   | 那年的夏天       | 林昕陽 | 蔡黃汝   |
| 2014年   | 1000個太陽       | 林昕陽 |          |
| 2014年   | 遠遠愛           | 林昕陽 | 王心恬   |
| 2014年   | Last Night       | 林昕陽 | 雷瑟琳   |
| 2014年   | 愛是信仰         | 林昕陽 |          |
| 2015年   | 其實我也怕       | 林昕陽 | 雷瑟琳   |
| 2015年   | 刺蝟             | 林昕陽 | 李依瑾   |
| 2015年   | 讓我嫉妒         | 林昕陽 | 溫貞菱   |
| 2015年   | 外婆的澎湖灣     | 林昕陽 |          |

## 廣告作品
1. 菲利浦音響
2. 優沛蕾益菌多
3. 日盛銀行
4. 台灣環保署資源回收
5. LaFee 漂亮婚紗
6. 代言Free East
7. 和運租車

## 戲劇作品
- 華視
  - 月光森林
  - 星光下的童話
- 客家電視台
  - 流漂子
- 三立都會台
  - 《勇士們》飾 杜嵩
- 三立台灣台
  - 《雨夜花》飾 蔡信志
  - 《牽手》飾 張四維
  - 《世間情》飾 葉俊佑
- 痞客邦網路偶像劇【窗簾】
- 中國大陸
  - 《天怒 (電視劇)》待播
  - 《我的女友要上天》飾 譚壇壇
  - 《爱国者 (电视剧)》飾 馮超
  - 《霍去病》

## 表演
小型Live表演
| 舉行日期       | 地點                          | 主題                                  |
| 2011年3月4日   | 台南／誠品書店                |                                       |
| 2011年3月10日  | 高雄／夢時代誠品書店          |                                       |
| 2011年3月10日  | 台北／公館河岸留言            |                                       |
| 2011年3月23日  | 台北／華山藝文展演空間        |                                       |
| 2011年3月25日  | 台北／好時光迴廊              |                                       |
| 2011年3月26日  | 台中／浮現藝文展演空間        |                                       |
| 2011年3月27日  | 台北／A House                 |                                       |
| 2011年4月8日   | 台北／敦南誠品                |                                       |
| 2012年12月8日  | 台北／台大體育館滴咖啡        | 2012 昕昕相印♥林昕陽見面歌友會        |
| 2013年12月7日  | 台北／河岸留言-西門紅樓展演館 | 2013 信仰 Faith 公益演唱會            |
| 2014年8月2日   | 台北／河岸留言-西門紅樓展演館 | 2014【1000 個太陽】情人節 LIVE 演唱會 |
| 2015年8月22日  | 台北／河岸留言-西門紅樓展演館 | 2015【其實我...就想唱歌給你聽】音樂會 |
| 2015年11月27日 | 台北／河岸留言-西門紅樓展演館 | 【Ming昕】音樂會                      |

## 爭議事件
2016年6月，林昕陽力挺華航空服員罷工事件。同年10月，因華航空服員不滿華航拖延承諾蛋洗總部，林昕陽卻一反立場，希望空服員適可而止引起異論。

## 外部連結
- 林昕陽 Facebook  （页面存档备份，存于）
- 林昕陽 微博 （页面存档备份，存于）
- 林昕陽 Instagram （页面存档备份，存于）
- 林昕陽 YouTube （页面存档备份，存于）
- 林昕陽工作室(新樣式音樂) Facebook  （页面存档备份，存于）
- 林昕陽工作室(新樣式音樂) 微博 （页面存档备份，存于）
- 林昕陽工作室(新樣式音樂) Instagram （页面存档备份，存于）

1. ↑  
華航這件事讓人幻滅 林昕陽3點譙爆挺空服員罷工 （页面存档备份，存于）,2016.06.24 雅虎香港
2. ↑  
華航空服員揚言再罷工 林昕陽：會不會覺得太超過？ （页面存档备份，存于）,2016.10.16 自由時報